# William Whittlesey
William Whittlesey (... – Londra, 5 giugno 1374) è stato un arcivescovo cattolico inglese.

## Biografia
William Whittlesey probabilmente nacque a Whittlesey, un villaggio del Cambridgeshire; suo zio era l'arcivescovo di Canterbury Simon Islip. Studiò all'Università di Oxford. Fu master di Peterhouse dell'Università di Cambridge dal 10 settembre 1349 al 1351. Il 23 ottobre 1360 fu nominato vescovo di Rochester e venne consacrato il 6 febbraio 1362. Il 6 marzo 1364 fu traslato alla diocesi di Worcester e infine, l'11 ottobre 1368, fu elevato ad arcivescovo di Canterbury, succedendo a Simon Langham.

## Genealogia episcopale e successione apostolica
La genealogia episcopale è:
- Cardinale Vital du Four
- Arcivescovo John de Stratford
- Vescovo Ralph Stratford
- Arcivescovo Simon Islip
- Arcivescovo William Whittlesey

La successione apostolica è:
- Arcivescovo Thomas Arundel (1374)